# Scottish Open 1989
Die Scottish Open 1989 im Badminton fanden vom 23. bis zum 26. November 1989 in Meadowbank in Edinburgh statt. Mit einem Preisgeld von 20.000 US-Dollar wurde das Turnier als 1-Sterne-Turnier in der Grand-Prix-Wertung eingestuft.

## Medaillengewinner
| Disziplin    | Gold                                 | Silber                             | Bronze                                |
| ------------ | ------------------------------------ | ---------------------------------- | ------------------------------------- |
| Herreneinzel | Morten Frost                         | Jens Peter Nierhoff                | Michael Kjeldsen                      |
| Herreneinzel | Morten Frost                         | Jens Peter Nierhoff                | Nils Skeby                            |
| Dameneinzel  | Kirsten Larsen                       | Pernille Nedergaard                | Helen Troke                           |
| Dameneinzel  | Kirsten Larsen                       | Pernille Nedergaard                | Fiona Smith                           |
| Herrendoppel | Max Gandrup Thomas Lund              | Mark Christiansen Michael Kjeldsen | Michael Brown Andy Goode              |
| Herrendoppel | Max Gandrup Thomas Lund              | Mark Christiansen Michael Kjeldsen | Iain Pringle Alex White               |
| Damendoppel  | Gillian Clark Gillian Gowers         | Karen Chapman Sara Sankey          | Elinor Middlemiss Jennifer Williamson |
| Damendoppel  | Gillian Clark Gillian Gowers         | Karen Chapman Sara Sankey          | Pernille Dupont Grete Mogensen        |
| Mixed        | Jon Holst-Christensen Gillian Gowers | Michael Brown Jillian Wallwork     | Nils Skeby Karen Chapman              |
| Mixed        | Jon Holst-Christensen Gillian Gowers | Michael Brown Jillian Wallwork     | Jens Olsson Catrine Bengtsson         |